# Sauveterre-de-Rouergue
Sauveterre-de-Rouergue ist eine französische Gemeinde des Départements Aveyron in der Region Okzitanien. Sie gehört zum Villefranche-de-Rouergue und zum Ceor-Ségala. Die Bewohner werden Sauveterrats und  Sauveterratses genannt.
Das Dorf ist seit 1982 als eines der Plus beaux villages de France (Schönste Dörfer Frankreichs) klassifiziert. Der Grundriss der ehemaligen Bastide aus dem Jahre 1281 ist bis heute erhalten geblieben.

## Geografie

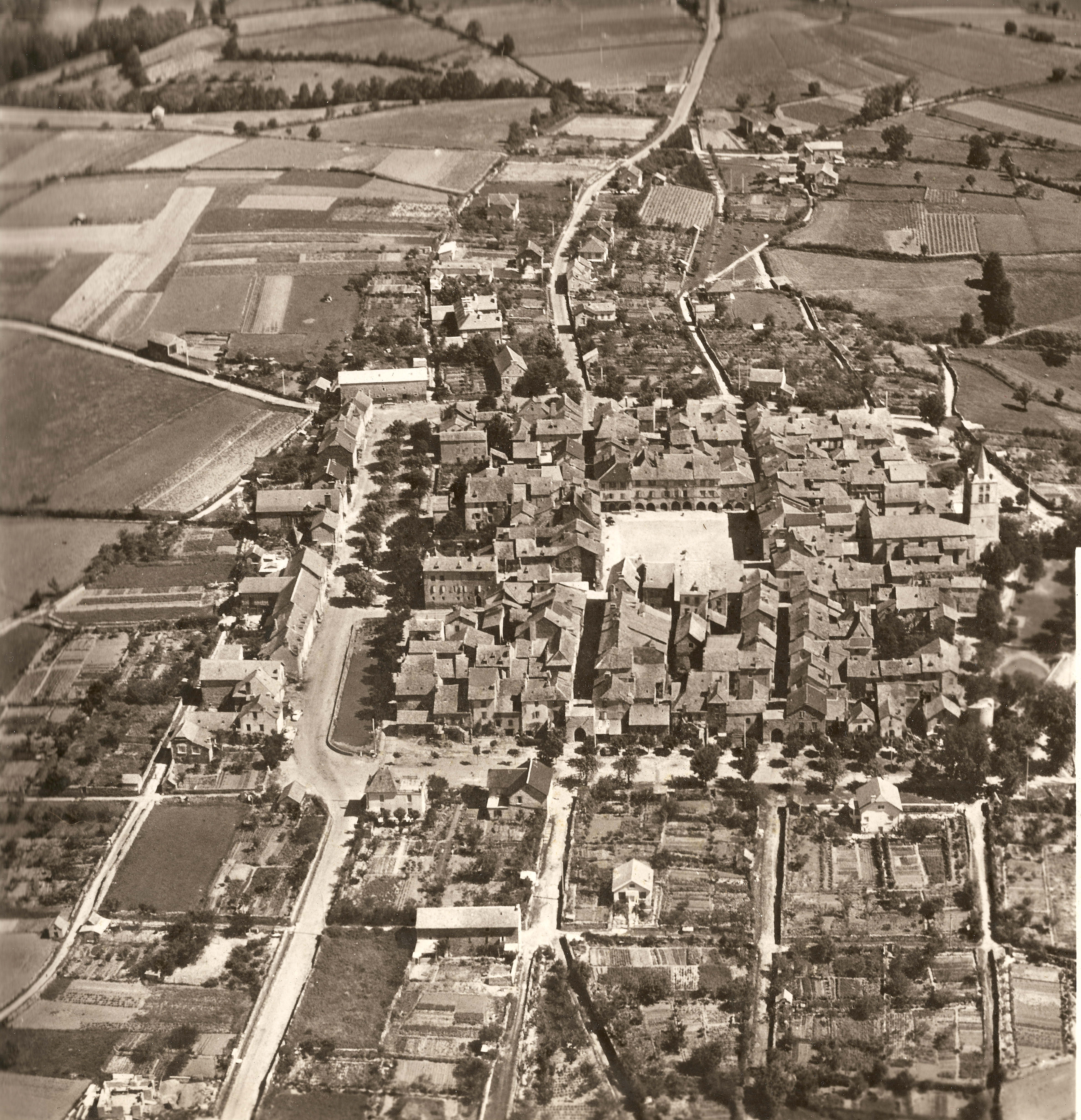
Luftaufnahme um 1960

Der Ort mit 711 Einwohnern (Stand 1. Januar 2022) liegt in einem der südwestlichen Ausläufer des Zentralmassivs auf dem Plateau Ségala in der historischen Provinz Rouergue circa 35 Kilometer südwestlich von Rodez. An der westlichen Gemeindegrenze verläuft der Fluss Lieux de Villelongue, im Osten der Lézert und sein Zufluss Vayre.
In der südlichen und der zentralen Hochebene von Ségala dominieren Gneis und Glimmerschiefer, dies spiegelt sich bei den alten Häusern in Sauveterre wider. Die Steine sind dabei nur roh behauen, denn das Gestein tendiert bei Krafteinwirkung dazu, in kleinen Brocken auseinanderzufallen.

### Landwirtschaft
Die steinigen, erodierten und kieselsäurehaltigen Böden eignen sich ohne besondere Maßnahmen nicht für eine intensive Landwirtschaft und ohne Kultivierung entsteht eine Heidelandschaft. Die vereinzelt vorkommenden Karstquellen führten in der Region zur Bildung von Streusiedlungen. Schon früh gelang den Bewohnern der Anbau von Edelkastanien, die ein stärkehaltiges Grundnahrungsmittel abgaben. Von den Getreidearten konnte nur der Roggen (frz. Seigle), welcher dem Plateau Ségala den Namen gab, heimisch werden. Weniger aus Begeisterung, sondern aus purer Not, begann die Bevölkerung ab dem 18. Jahrhundert auch mit dem Anbau von Kartoffeln. Mit dem Einzug der Eisenbahn im 19. Jahrhundert konnten große Mengen an Kalk herangeführt werden. Damit war es möglich, die sauren Böden zu neutralisieren, was fortan eine intensive Landwirtschaft zuließ. Nachdem diese aber rasch zu einer Übernutzung der labilen Heidelandschaft führte, spezialisierte sich die regionale Bevölkerung auf die Rinderaufzucht.

## Geschichte

### Mittelalter
Das Wort sauveterre leitet sich vom französischen Begriff terre sauve (‚sichere Erde‘) ab. Die so genannte Sauveté war im Mittelalter ein mit Grenzsteinen markiertes Gebiet um eine Kirche, in dem keine Flüchtlinge verfolgt werden durften.
Sauveterre wurde von Guillaume de Mâcon, Seneschall von Rouergue und Repräsentant am Hof des Königs Philipp des Kühnen, gegründet. Um den Anspruch der französischen Krone in Südfrankreich zu demonstrieren und zu festigen, entstand nach dem Vorbild der Bastide eine Art mittelalterliche „Retortenstadt“ mit Gerichtshof sowie Verwaltungs-, Handwerks- und Handelszentrum. 1280 einigten sich Philipp der Kühne mit dem Abt von Bonnecombe bezüglich der Lehnshoheit über das Gemeindegebiet. Vier Konsuln wurden eingesetzt, um die Entwicklung der Stadt voranzutreiben. Eine Kirche wurde errichtet, die mit bis zu 30 Priestern dotiert war. 1284 erhielt Sauveterre nicht nur das Stadtrecht, sondern explizit auch das Markt- und Messerecht. 1301 wurde die Stadt durch ein königliches Edikt zum Sitz einer Ballei, die sich vom Ufer des Viaur bis zum Fluss Aveyron ausbreitete und 21 Pfarreien umfasste. 1319 war die Errichtung der Stadtmauern, samt Graben und Wehrtürme abgeschlossen. Gut 40 Jahre nach der Gründung hatte die Bastide von Sauveterre ihre größte Ausdehnung erreicht, dann wurde die Region von den Wirren des Hundertjährigen Krieges erfasst.
1362 musste die befestigte Stadt Sauveterre an die Engländer abgetreten werden und konnte erst wieder im Jahre 1369 freigekauft werden. In den Jahren zwischen 1374 und 1378 und nochmals 1386 musste die Verwaltung von Rouergue (États du Rouergue) aus Villefranche-de-Rouergue fliehen und innerhalb der Stadtmauern von Sauveterre Zuflucht suchen.

### Neuzeit
Nach dem Hundertjährigen Krieg erholte sich die Stadt und Handwerk und Handel prosperierten bis ins 16. Jahrhundert. Die Gemeinde zählte rund 200 steuerpflichtige (feu fiscal) Handwerker, darunter Weber, Messerschmiede, Hutmacher, Gerber sowie Pergament- und Fibelhersteller. Etwa dreißig lokale Händler vertrieben die Waren per Kolportage in der Region oder belieferten sogar große, entfernte Messestädte wie Montpellier, Toulouse oder Genf. Hinzu kamen etwa zwanzig Juristen (Richter, Notare, Advokaten) und rund dreißig Priester. Die große Mehrheit der Bevölkerung (vermutlich bis zu 90 %) waren aber Ackerbürger; nur einzelne schafften es zum Metzger oder zum Müller. Wenige Familien teilten sich die prestigeträchtigen und lukrativen Ämter und errichteten herrschaftliche Häuser um den Marktplatz von Sauveterre.
Ab Mitte des 16. Jahrhunderts verlor Sauveterre nach und nach an Bedeutung. So sollen im Jahre 1450 30 Messerschmiede in der Stadt tätig gewesen sein, im Jahre 1556 aber nur noch deren sechs. Mit den in ganz Frankreich entstandenen Manufakturen konnte die Stadt nicht konkurrieren, u. a. deshalb nicht, da die Region sehr arm an Rohstoffen war und auch nicht an einer wichtigen Verkehrsachse lag. Von der Pestwelle, die 1628 in der Gegend grassierte, blieb fast keine Familie verschont. Viele Häuser waren bald nicht mehr bewohnt und begannen zu zerfallen.

### Neuere Geschichte
Mit der Auflösung der Nachbargemeinde Castelnau-Peyralès erhielt Sauveterre 1837 die beiden ländlichen Pfarreien Jouels und Albagnac zugesprochen, womit sich die Einwohnerzahl von knapp 1000 auf fast 2000 nahezu verdoppelte. Damit verschärfte sich aber auch der Konflikt zwischen der Stadt- und der unterprivilegierten Landbevölkerung, die nun der Gemeinde Sauveterre unterstand.
Nachdem Sauveterre im Mittelalter zeitweise als Hauptstadt der Provinz und Grafschaft Rouergue galt, löste die aus den ehemaligen Gemeinden Carcenac-Peyralès und Vors neu geschaffene Gemeinde Baraqueville Sauveterre-de-Rouergue am 1. Januar 1973 als Kantonshauptort ab. Damit verlor Sauveterre-de-Rouergue nicht nur den Gendarmerieposten, sondern auch andere Verwaltungsfunktionen. Um den wirtschaftlichen Niedergang der Gemeinde zu stoppen, setzt Sauveterre-de-Rouergue heute auf Tourismus und Kunsthandwerk, wobei vor allem das traditionelle Messerschmieden (frz. coutellerie) gepflegt wird. Messer aus Sauveterre sind oft Unikate und an ihrer Gravur auf der Klinge – ein Salbeizweig – erkennbar.

### Wappen
Blasonierung: In Gold ein grüner Salbeizweig, das azurblaue Schildhaupt bestückt mit drei güldenen Fleurs-de-Lis.

### Bevölkerungsentwicklung
| Jahr      | 1936 | 1946 | 1954 | 1962 | 1968 | 1975 | 1982 | 1990 | 1999 | 2009 | 2016 |
| --------- | ---- | ---- | ---- | ---- | ---- | ---- | ---- | ---- | ---- | ---- | ---- |
| Einwohner | 1152 | 1107 | 970  | 972  | 964  | 891  | 793  | 888  | 832  | 803  | 810  |

## Sehenswürdigkeiten

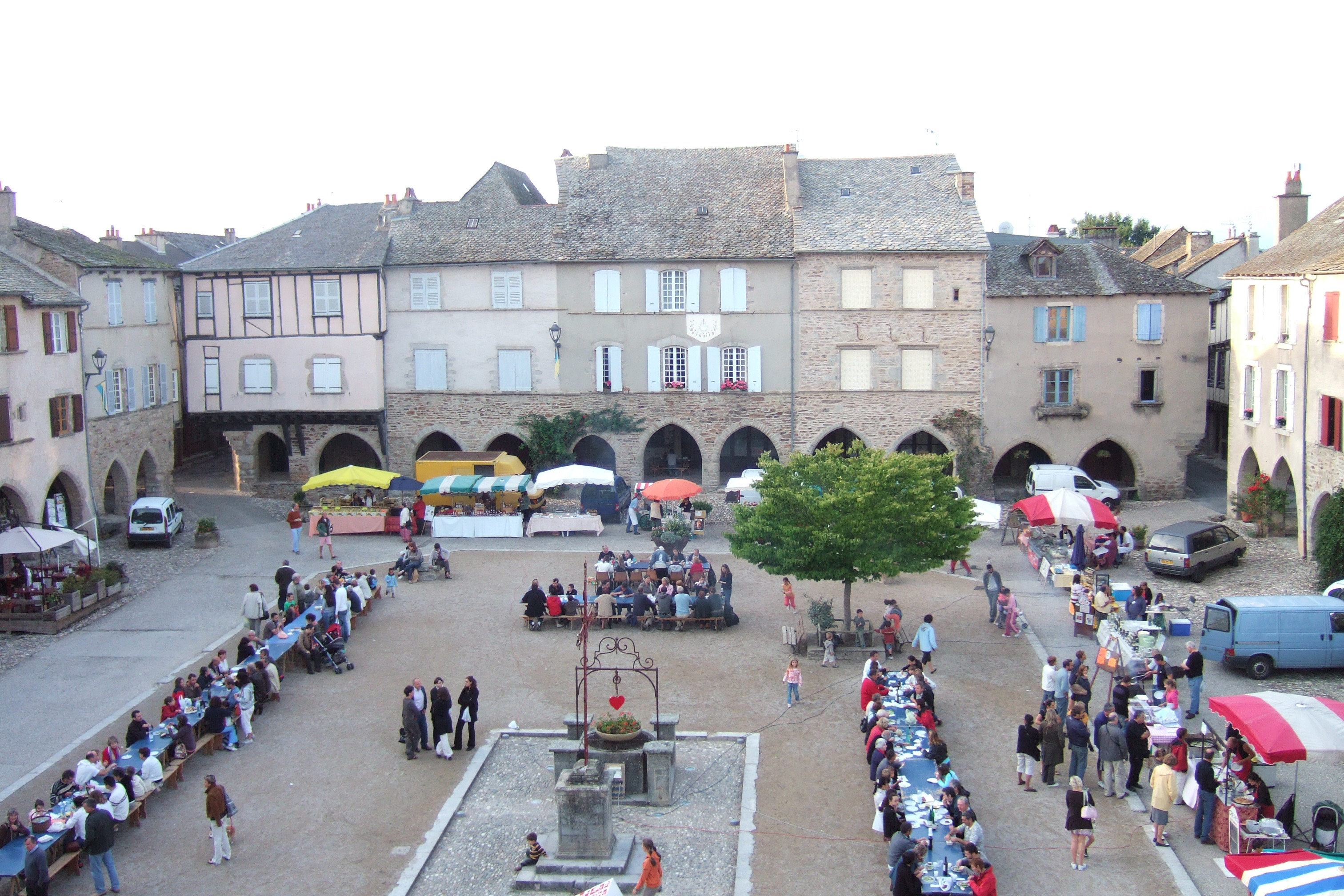
„Freitag-Abend-Markt“ im Sommer

- Sauveterre-de-Rouergue ist eine außerordentlich gut erhaltene Bastide aus dem späten 13. und frühen 14. Jahrhundert mit schachbrettartigem Aufbau. Der große Marktplatz im Zentrum misst 40 auf 60 Meter und ist mit Arkaden gesäumt. Die sorgfältig abgestimmte Illumination des Marktplatzes am Abend wirkt bezaubernd.
- Die Pfarr- und ehemalige Stiftskirche Collégiale Saint-Christophe wurde ab dem 14. Jahrhundert errichtet und verfügt über ein prächtiges Chorgestühl aus dem 15. Jahrhundert und ein Altarretabel im Flamboyant-Stil aus dem Anfang des 17. Jahrhunderts. Die geschnitzte Kanzel wird um das Jahr 1800 datiert. Die Kirche selbst ist seit 1999 als Monument historique eingetragen, zahlreiche ihrer Einrichtungsstücke sind ebenfalls als Monuments historiques der beweglichen Objekte klassifiziert.
- Die verzierten Fachwerkhäuser und die mittelalterlichen Stadttore
- Die Dauerausstellung über das örtliche Kunsthandwerk im Tourismusbüro
- Zahlreiche Boutiquen mit kunsthandwerklichem Angebot, wie Messer, Hüte, Gürtel, Lampen, Glas- sowie Keramikwaren, Gitarren und Gobelinstickereien.

## Veranstaltungen

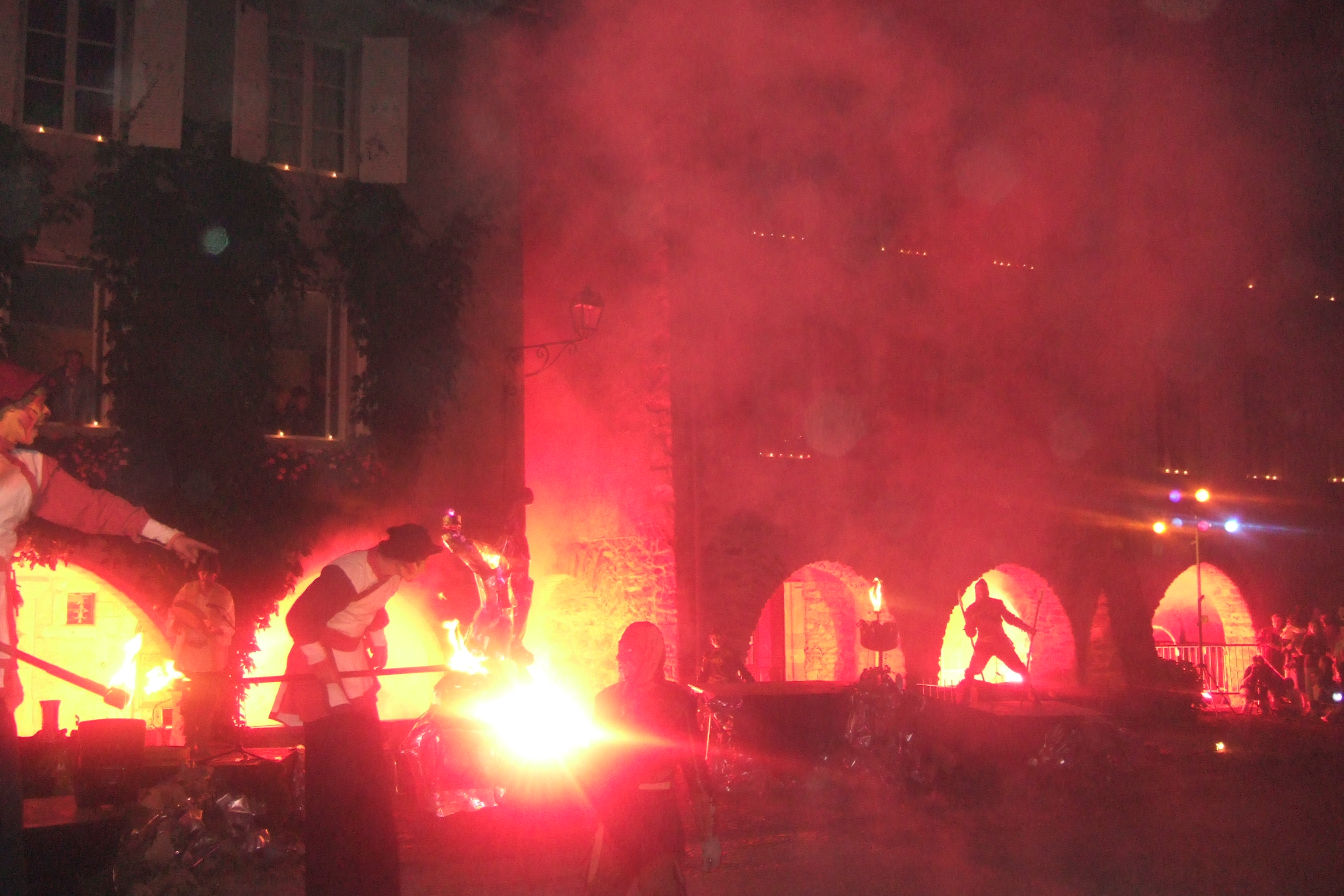
Fête de la Lumière

- In den Monaten Juli und August findet jeweils freitagabends ein großer Markt statt. Angeboten werden lokale Delikatessen, die auch vor Ort zubereitet und verköstigt werden.
- Fête de la Lumière nennt sich ein abendliches Fest, das jeweils am zweiten Samstag im August stattfindet. Dabei werden die Arkaden rund um den Marktplatz „bengalisch“ erleuchtet.
- Bei der Fête de la châtaigne wird Ende Oktober die Maroni-Ernte gefeiert.